# Stojan Ignatov
Stojan Ignatov (in macedone Стојан Игнатов?; Probištip, 22 dicembre 1979) è un ex calciatore macedone, di ruolo centrocampista.